# Khao soi
Khao soi hoặc khao soy (tiếng Thái: ข้าวซอย, phát âm [kʰâ:w sɔ̄ːj]; tiếng Lào: ເຂົ້າຊອຍ [kʰȁw sɔ́ːj]) là một món ăn có ảnh hưởng từ Miến Điện (xem Ohn no khao swè) được phục vụ phổ biến ở Miền Bắc Thái Lan cũng như miền Bắc Lào. Tên gọi này nghĩa là "gạo" trong tiếng Thái, mặc dù nó có thể đơn giản là biến thể của từ Miến Điện về món ăn gốc "khao swè". Theo truyền thống, bột làm bún được kéo căng trên một mảnh vải căng trên nồi nước sôi. Tấm vải mì lớn sau khi hấp được cuộn lại và cắt bằng kéo. Khao soi của Lào vẫn được làm với những loại mì truyền thống và tại một vài khu chợ như Luang Namtha và Muang Sing, bạn có thể xem những người bán đang cắt mì. Loại mì cắt truyền thống này cũng có thể tìm thấy ở một vài nơi tại miền bắc Thái Lan.

## Các biến thể
Có hai biến thể chính của Khao soi:

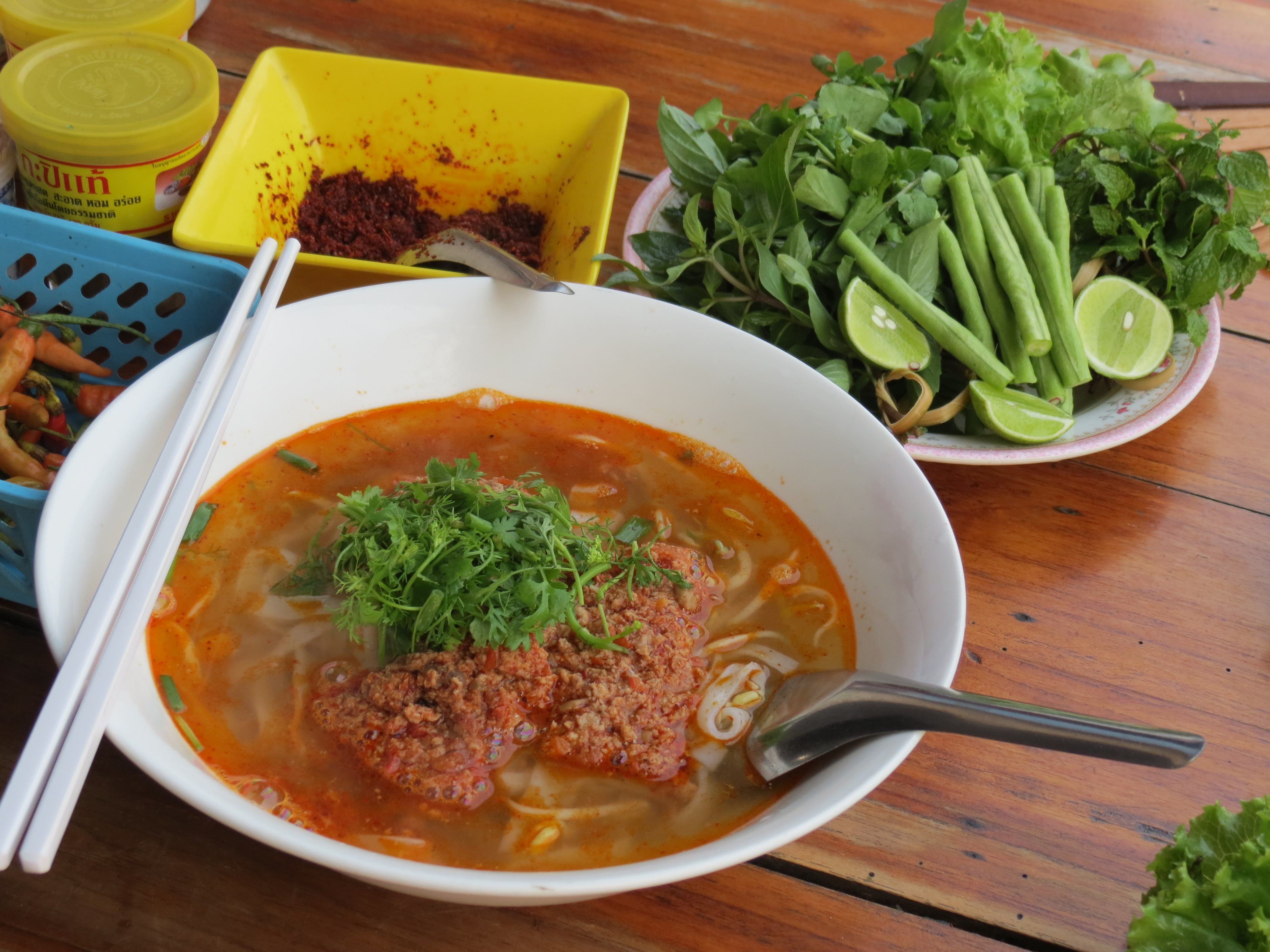
khao soi phong cách Lào tại Luang Prabang.

- Khao soi của Lào là một loại súp làm từ mì gạo lớn, thịt lợn thô băm nhỏ, cà chua, đậu nành lên men, ớt, hẹ tây và tỏi, sau đó cho thêm tóp mỡ, giá đỗ, hành lá và rau mùi xắt nhỏ. Mặc dù người bắc Lào có một cách đặc biệt để chuẩn bị món ăn này, những biến thể khác của nó có thể được tìm thấy ở nhiều nhà hàng Lào.[2]
- Khao soi Bắc Thái gần giống với món Ohn no khao swè của Miến Điện ngày nay, là một món súp làm với hỗn hợp của mì trứng gà chiên giòn và mì trứng luộc, rau cải ngâm muối, hẹ tây, chanh, ớt chiên trong dầu và thịt trong nước sốt cà-ri chứa nước cốt dừa. Loài ca-ri này có màu vàng giống như Cà ri Massaman nhưng lỏng hơn. Đây là loại món ăn đường phố phổ biến của người Thái tại miền Bắc Thái Lan, mặc dù thường không được phục vụ trong những nhà hàng Thái ở nước ngoài. Có một vài lý do tin rằng khao soi của Thái có ảnh hưởng từ ẩm thực Hồi giáo Trung Quốc, vì vậy nó có thể được phục vụ với thịt gà hoặc thịt bò.[3]

Khao soi còn là nét đặc trưng trong ẩm thực của người Shan sống chủ yếu ở Miến Điện. Biến thể này cũng giống như các biến thể tại Tỉnh Chiang Rai có chứa những mảng huyết đông (xem khow suey).

## Thư viện ảnh

Khao soi Bắc Thái
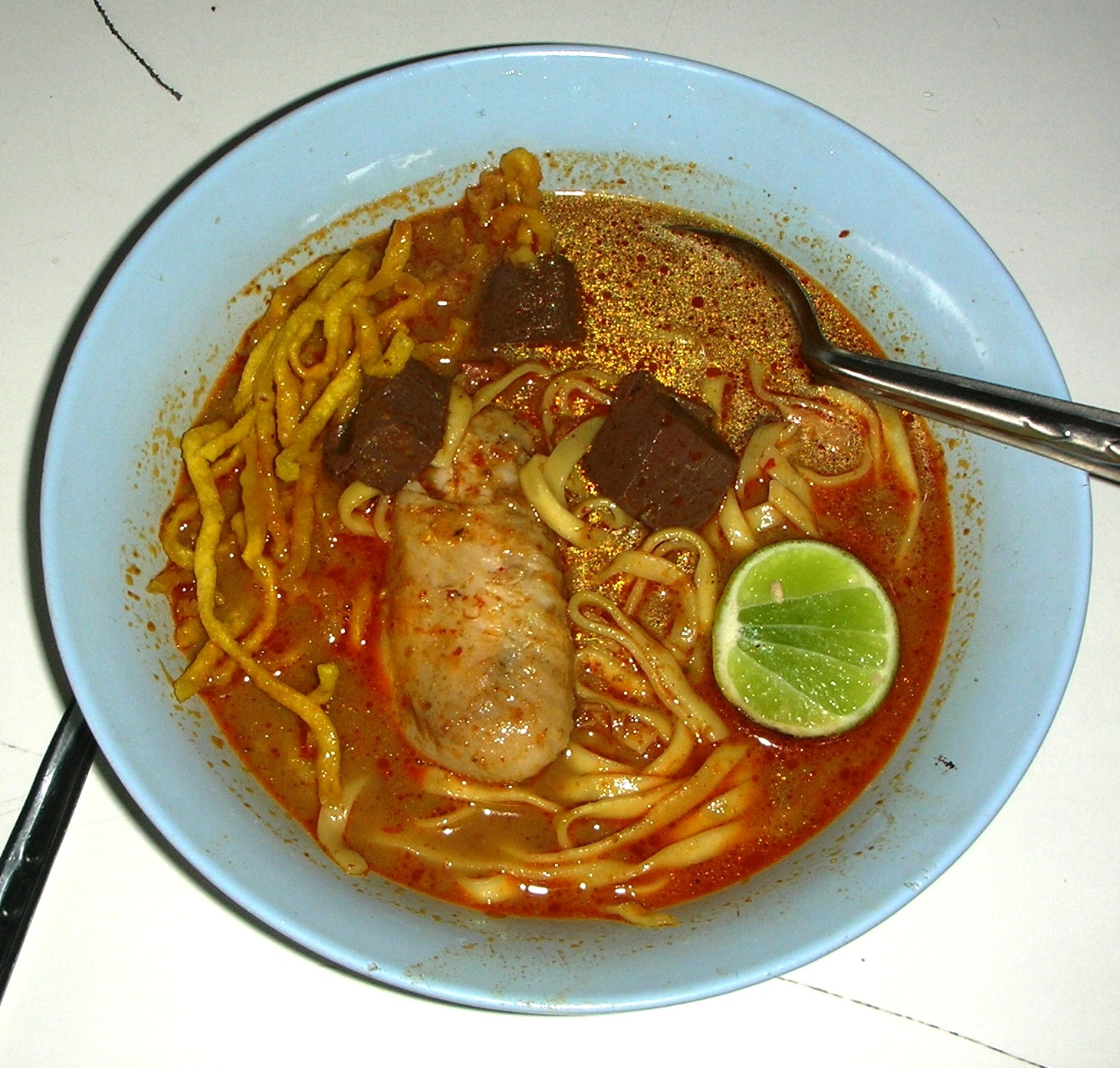
Gà Khao soi với máu đông trong một căng tin, Chiang Rai, Thái Lan.
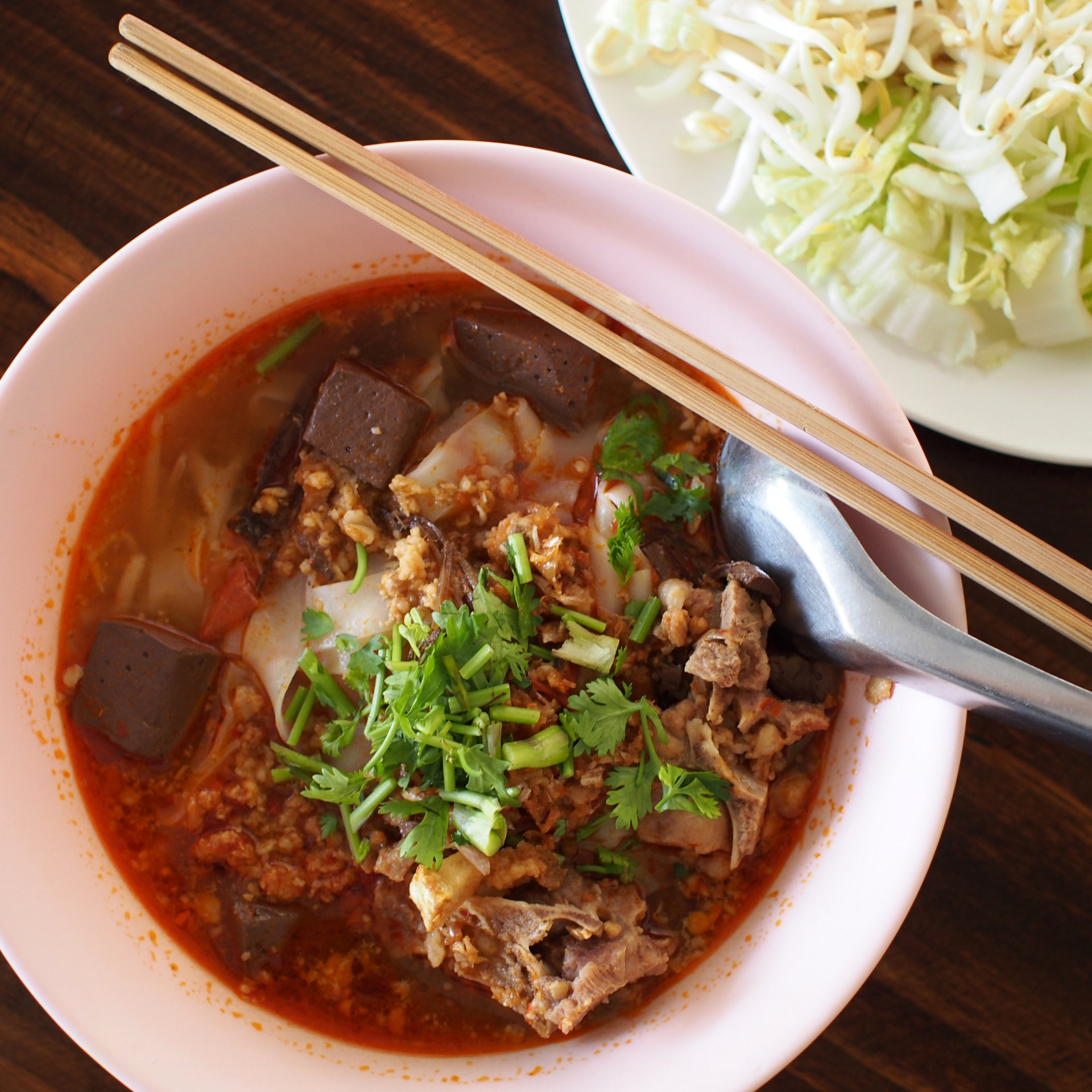
Khao soi Mae Sai, với thịt lợn băm nhỏ và máu đông, là một biến thể của người Thái không chứa nước cốt dừa hoặc cà-ri.
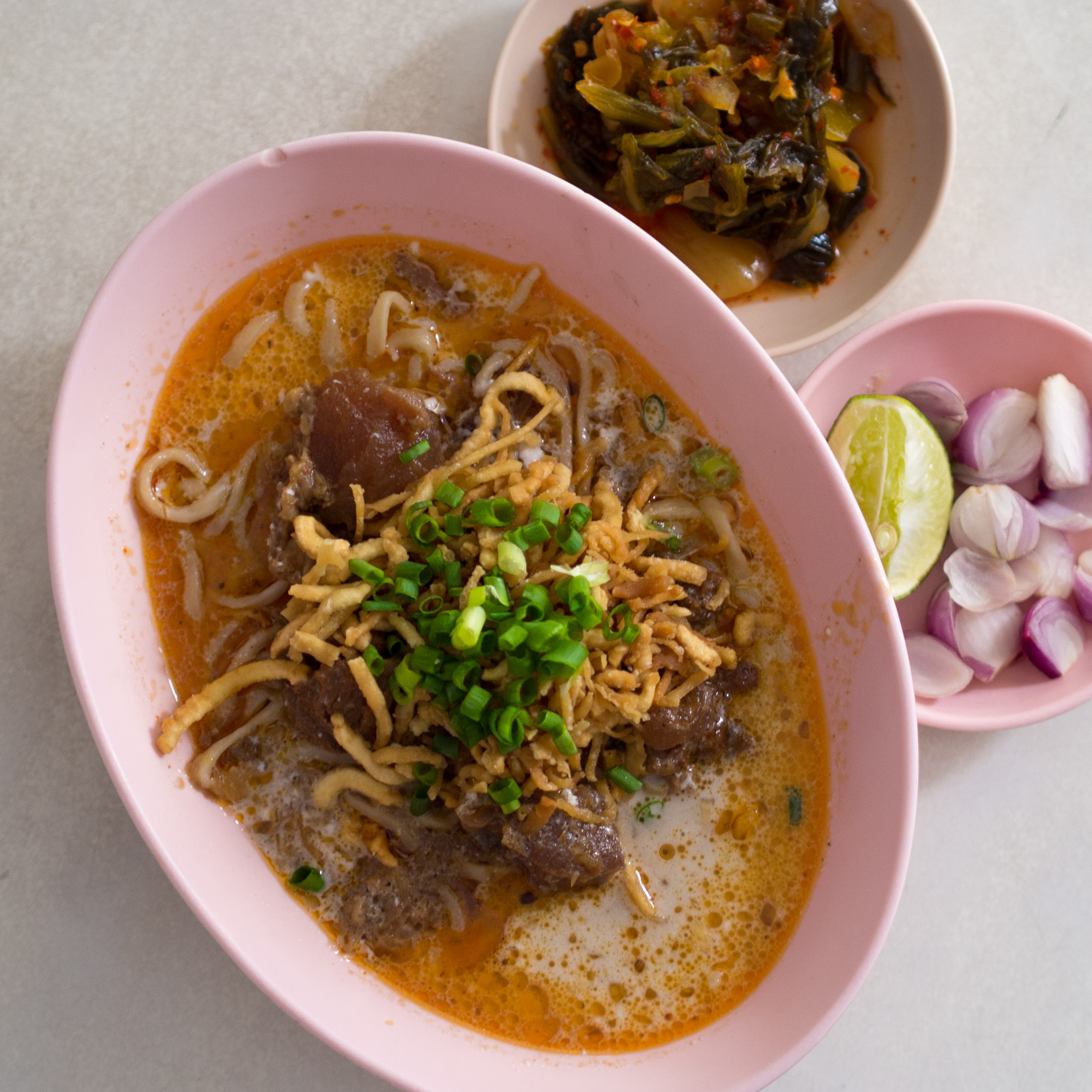
khao soi nuea theo phong cách Hồi giáo (thịt bò khao soi), Chiang Mai, Thái Lan
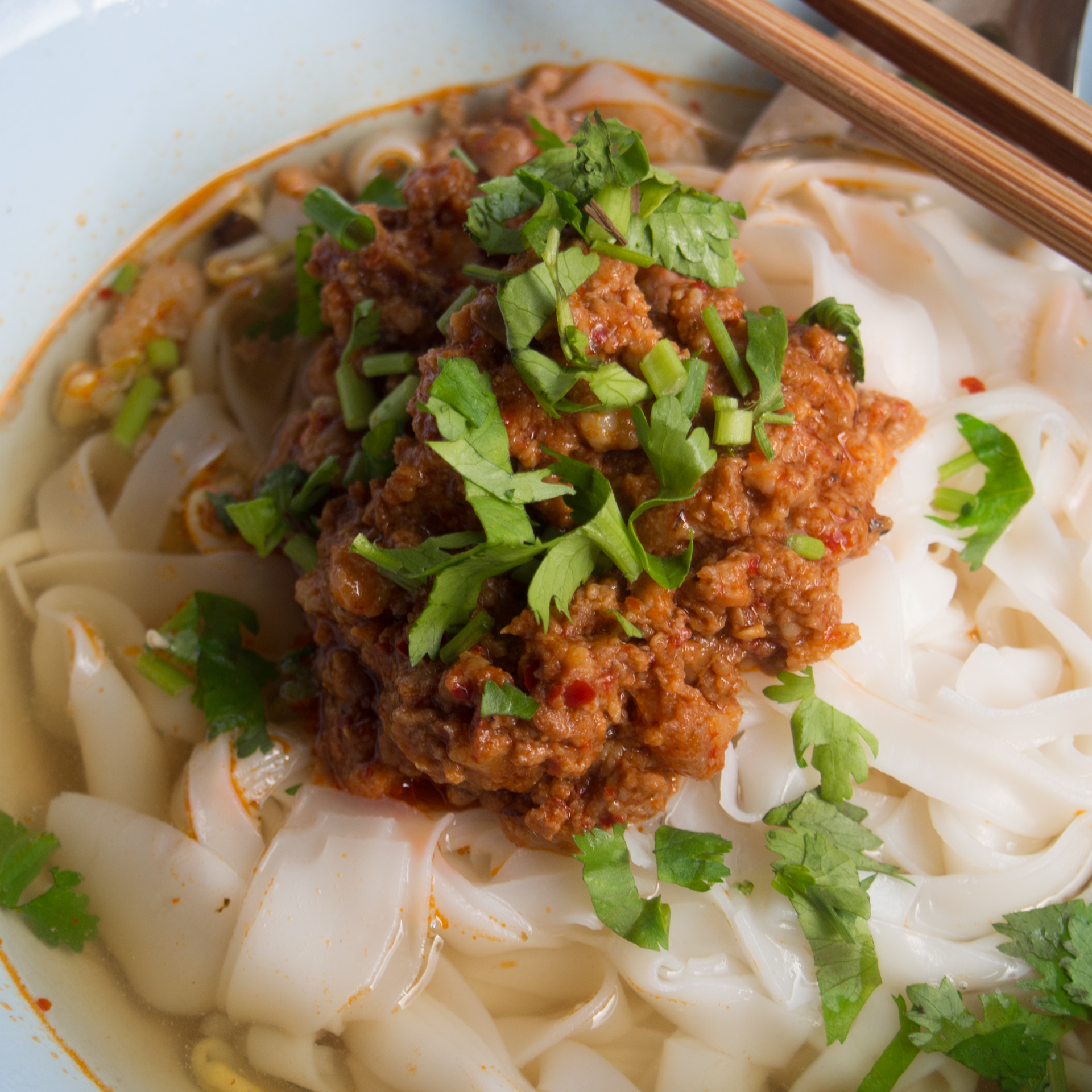
Khao soi nam na là một phong cách của khao soi với thịt bò và ớt băm nhỏ, là một món ăn ở phía đông của Tỉnh Chiang Rai, Thái Lan.